# Gare de Saint-Nom-la-Bretèche - Forêt de Marly
La gare de Saint-Nom-la-Bretèche - Forêt de Marly est une gare ferroviaire française des lignes de Saint-Cloud à Saint-Nom-la-Bretèche - Forêt-de-Marly et de la grande ceinture de Paris. Elle est située route de Saint-Nom-la-Bretèche, sur le territoire de la commune de L'Étang-la-Ville, dans le département des Yvelines, en région Île-de-France.

## Situation ferroviaire

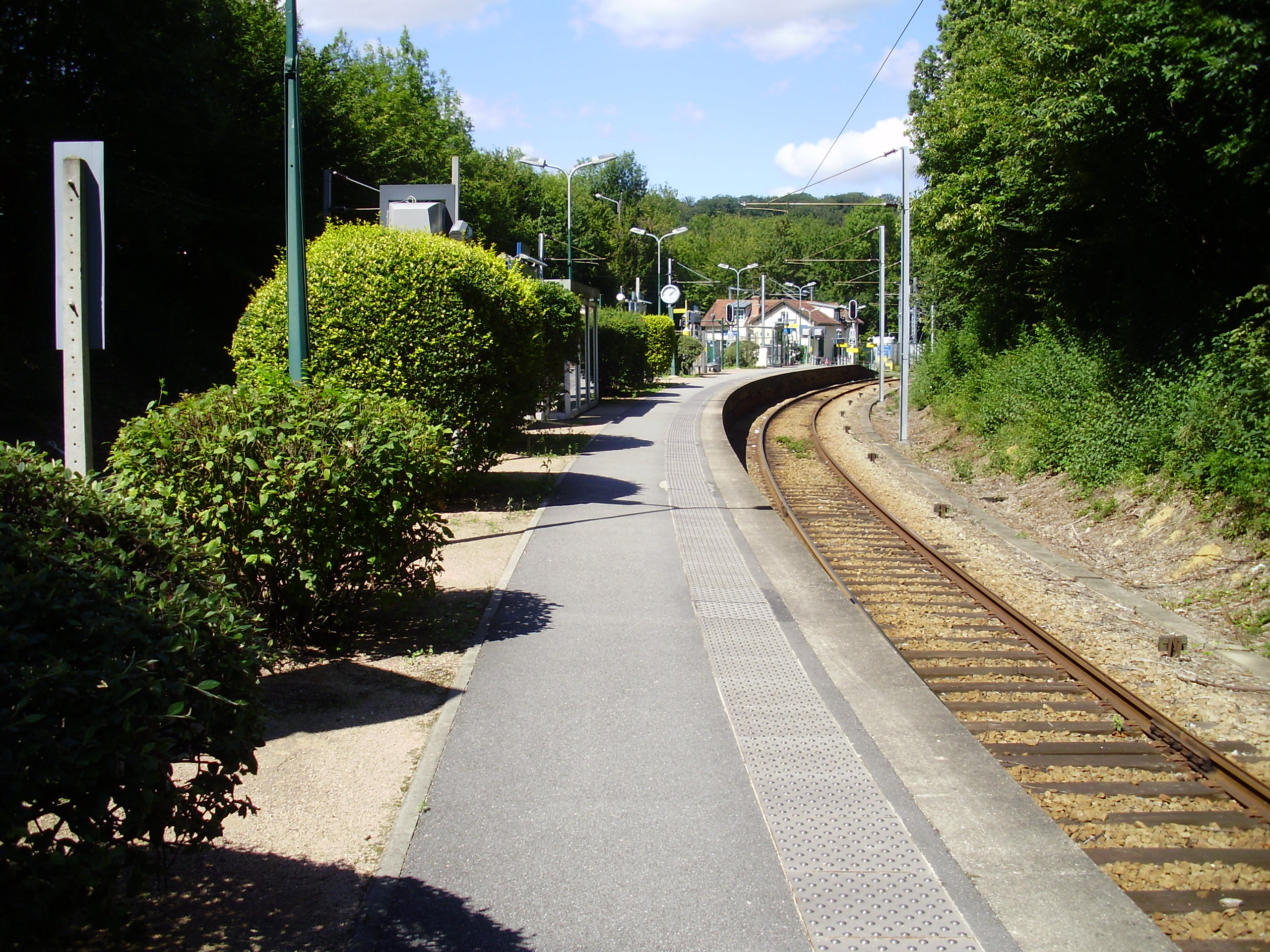
Vue du quai central de la ligne L avec, à l'arrière-plan, le bâtiment de la gare.

Gare de bifurcation, elle est située au point kilométrique (PK) 29,913 de la ligne de Saint-Cloud à Saint-Nom-la-Bretèche - Forêt-de-Marly après la gare de L'Étang-la-Ville et au PK 13,420 de la ligne de la grande ceinture de Paris. Son altitude est de 129 m.
Autrefois, le raccordement de la Route-Rusée, aujourd'hui déclassé, permettait aux trains en provenance de la gare de Paris-Saint-Lazare de rejoindre la gare de Versailles-Chantiers et vice versa sans avoir à rebrousser en gare de Saint-Nom. Elle constitue l'un des terminus de la ligne L du réseau Saint-Lazare, constituée d'un quai central encadré par deux voies.
Sur la ligne 13 du tramway, elle est une gare de passage dotée de deux quais latéraux encadrant deux voies.

## Histoire
La ligne de Saint-Cloud à Saint-Nom-la-Bretèche - Forêt-de-Marly est ouverte le 5 mai 1884 : elle s'achève alors sur la ligne de Grande Ceinture en direction du sud. En 1889, un second raccordement est réalisé vers la ligne de Grande Ceinture, cette fois en direction du nord : la nouvelle gare de Saint-Nom-la-Bretèche - Forêt de Marly est ouverte à titre d'essai le 22 décembre 1889. 

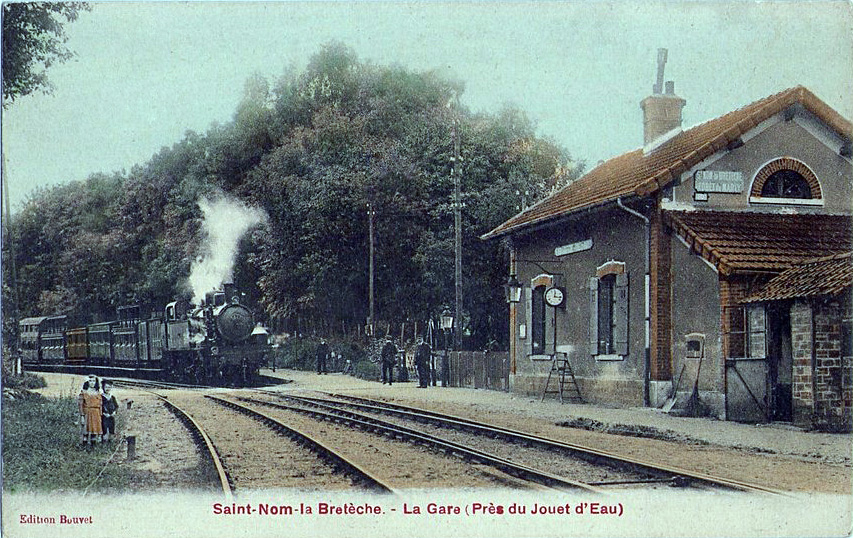
La gare au début des années 1900.

Il ne s'agit alors que d'une simple halte, les trains poursuivant leur chemin sur la ligne de Grande Ceinture. En 1894, l'exploitation de la Ceinture, jusqu'alors gérée par la Compagnie de l'Ouest sur ce tronçon, est reprise à son compte entre Versailles et Noisy-le-Roi, et les trains de la Compagnie de l'Ouest doivent acquitter un péage pour l'emprunter. Seuls cinq trains quotidiens effectuent alors le parcours jusqu'à Saint-Germain-en-Laye. La halte est alors aménagée en terminus avec deux quais encadrant les voies, mais aucune voie de garage.
Le bâtiment, situé entre les deux lignes, est toujours en état d'origine à cette époque. Il s’agit probablement d’une simple maison de garde-barrière identique au bâtiment de la halte de Bailly. Il a par la suite[Quand ?] fait l'objet d'une série d'agrandissements.
Le service des voyageurs cesse le 15 mai 1939 sur la section nord de la Grande ceinture comprise entre Versailles-Chantiers et Juvisy via Argenteuil.
Le trafic montant quotidien ne dépasse pas 40 voyageurs en 1893. Il atteint 104 voyageurs en 1938, 526 en 1973 et enfin fait un bond à 1 740 voyageurs par jour en 2003.

En 2004, un nouveau poste d’aiguillage est construit le long des quais de la ligne de Grande ceinture. Il accueille le poste d’information général à partir duquel sont transmises aux cinq gares et aux voyageurs les informations sur la situation du trafic en temps réel.

### Ouverture de la ligne T13

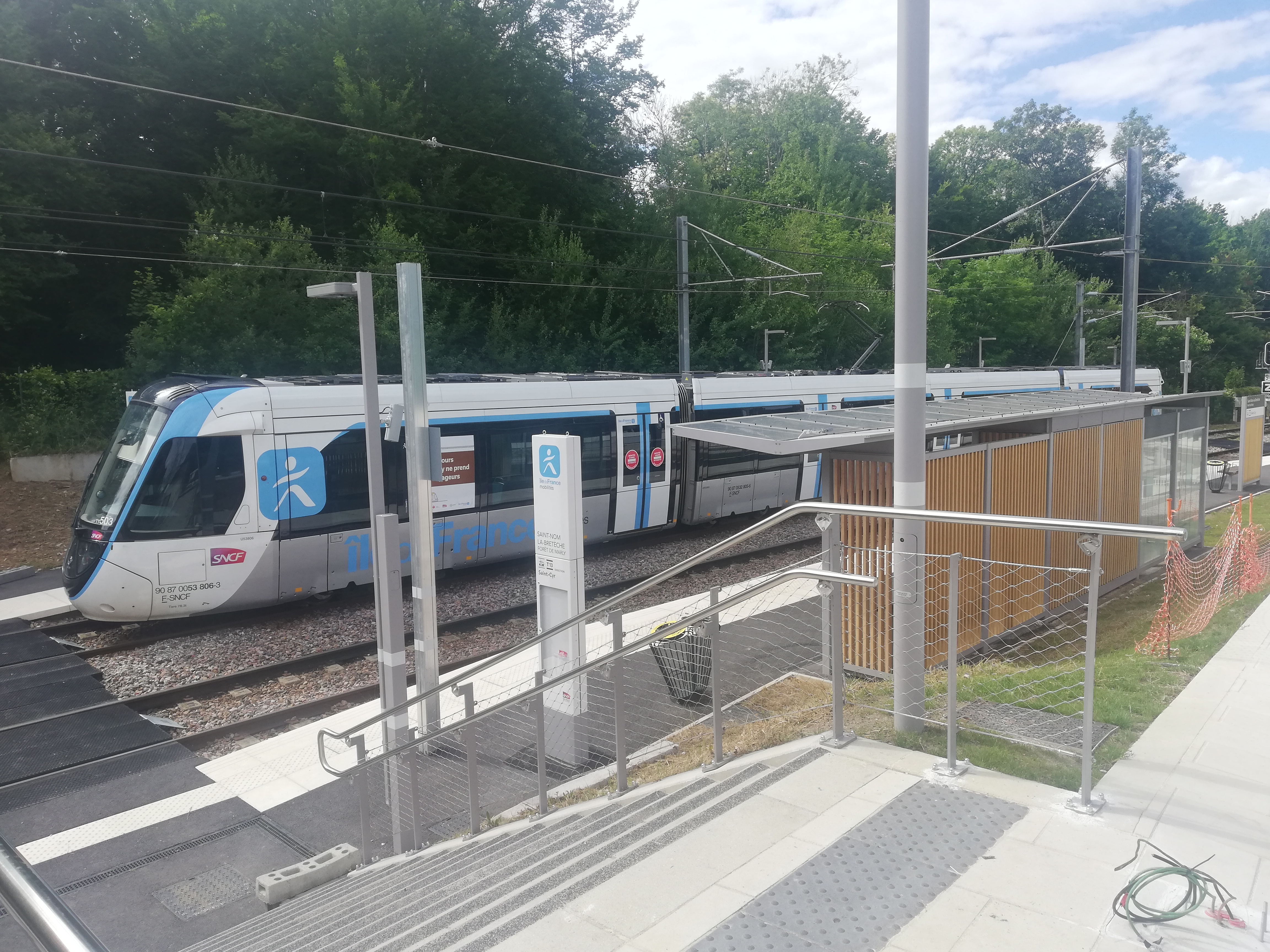
Aperçu des quais du tram-train.

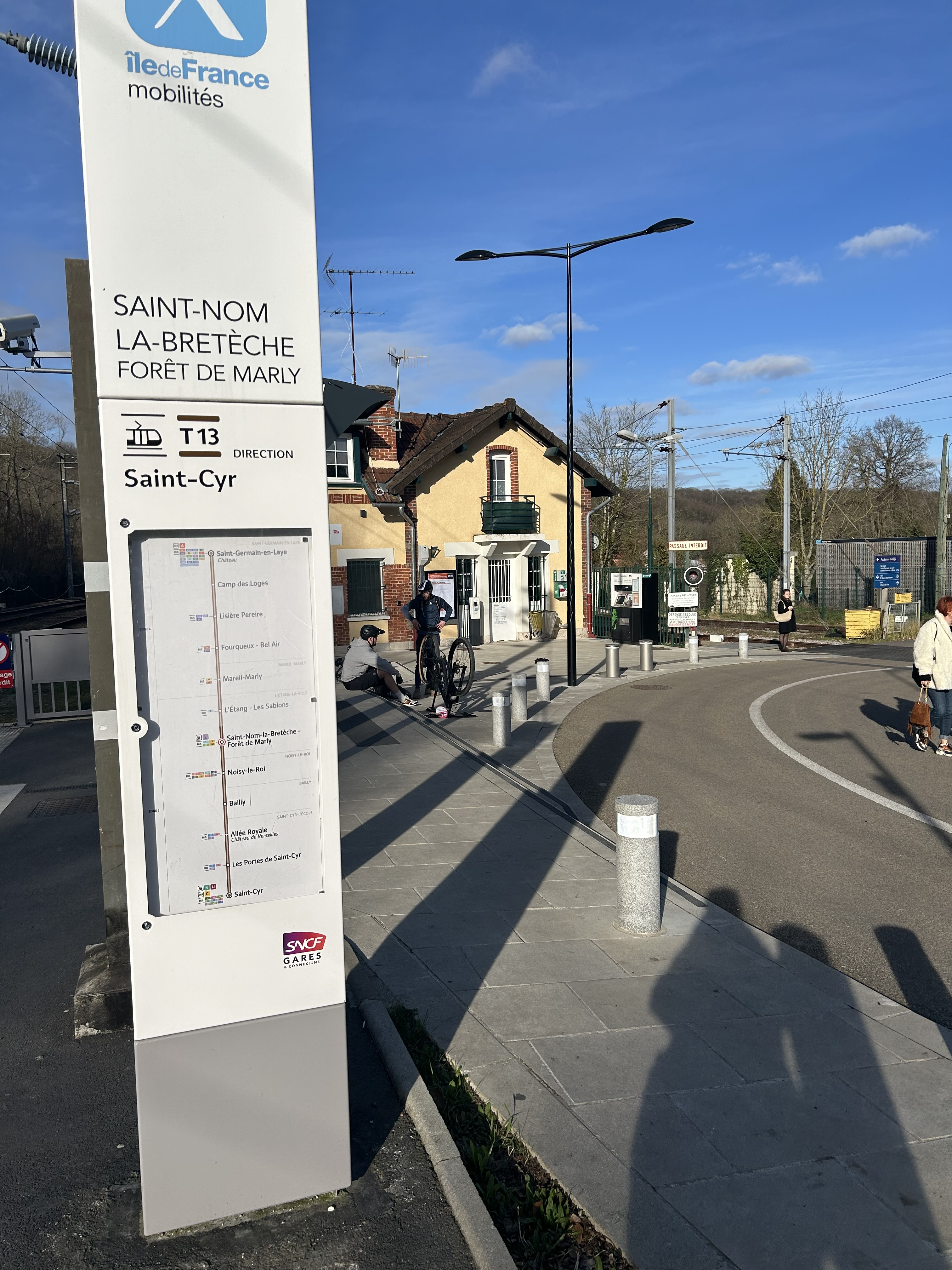
Vue vers le bâtiment voyageur depuis le quai du Tram-Train

La ligne de la Grande ceinture ouest a été exploitée de 2004 à 2019 (branche de la ligne L). 
Depuis le 6 juillet 2022, les voies de la Grande Ceinture sont desservies par le train-tram T13, qui relie Saint Cyr-l'Ecole à Saint-Germain-en-Laye.

La ligne du Tram 13 est en cours de prolongation jusqu'à Achères via Poissy, la mise en service de cette extension est prévue à l'horizon 2028.

## Fréquentation
Le trafic montant quotidien ne dépasse pas 40 voyageurs en 1893. Il atteint 104 voyageurs en 1938, 526 en 1973 et enfin fait un bond à 1 740 voyageurs par jour en 2003.
En 2016, selon les estimations de la SNCF, la fréquentation annuelle de la gare est de 1 145 419 voyageurs, ce nombre s'étant élevé à 1 344 600 en 2015 et en 2014.
De 2015 à 2023, les chiffres sont les suivants :
| Année         | 2015      | 2016      | 2017      | 2018      | 2019      | 2020    | 2021    | 2022      | 2023      |
| ------------- | --------- | --------- | --------- | --------- | --------- | ------- | ------- | --------- | --------- |
| Fréquentation | 1 426 316 | 1 389 478 | 1 390 132 | 1 361 743 | 1 338 668 | 855 984 | 786 156 | 1 258 313 | 1 615 796 |

## Service des voyageurs

### Accueil
Un guichet Transilien est ouvert le vendredi de 7 h à 10 h. La gare dispose de deux ascenseurs en service pour accéder aux quais du T13.

### Desserte
La gare est desservie par les trains de la ligne L du Transilien (réseau Paris-Saint-Lazare), depuis Paris-Saint-Lazare, d'un train toutes les 15 minutes aux heures creuses et le samedi, d'un train toutes les 10 minutes aux heures de pointe et d'un train toutes les 30 minutes en soirée et le dimanche. Le temps de trajet est, selon les trains, de 37 à 47 minutes depuis la gare de Paris-Saint-Lazare.
La ligne 13 du tramway d'Île-de-France dessert Saint-Germain-en-Laye centre en 18 minutes (RER A) et Saint-Cyr-l'école en 14 minutes (lignes L, N, U, RER C). Sa fréquence est de 10 minutes en heure de point et 20 minutes en heures creuses.

Installations et desserte
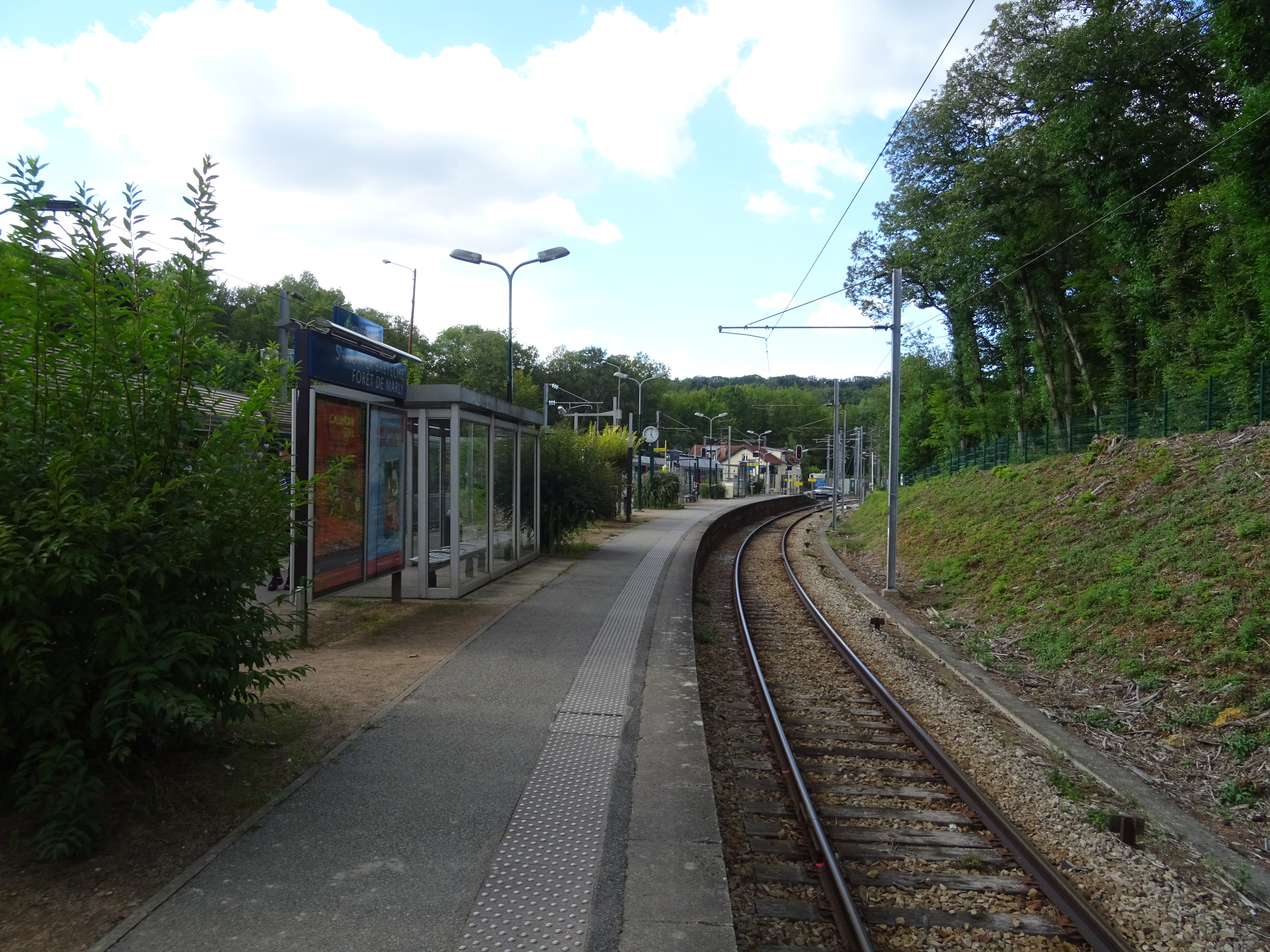
Seconde voie du terminus, en 2017.
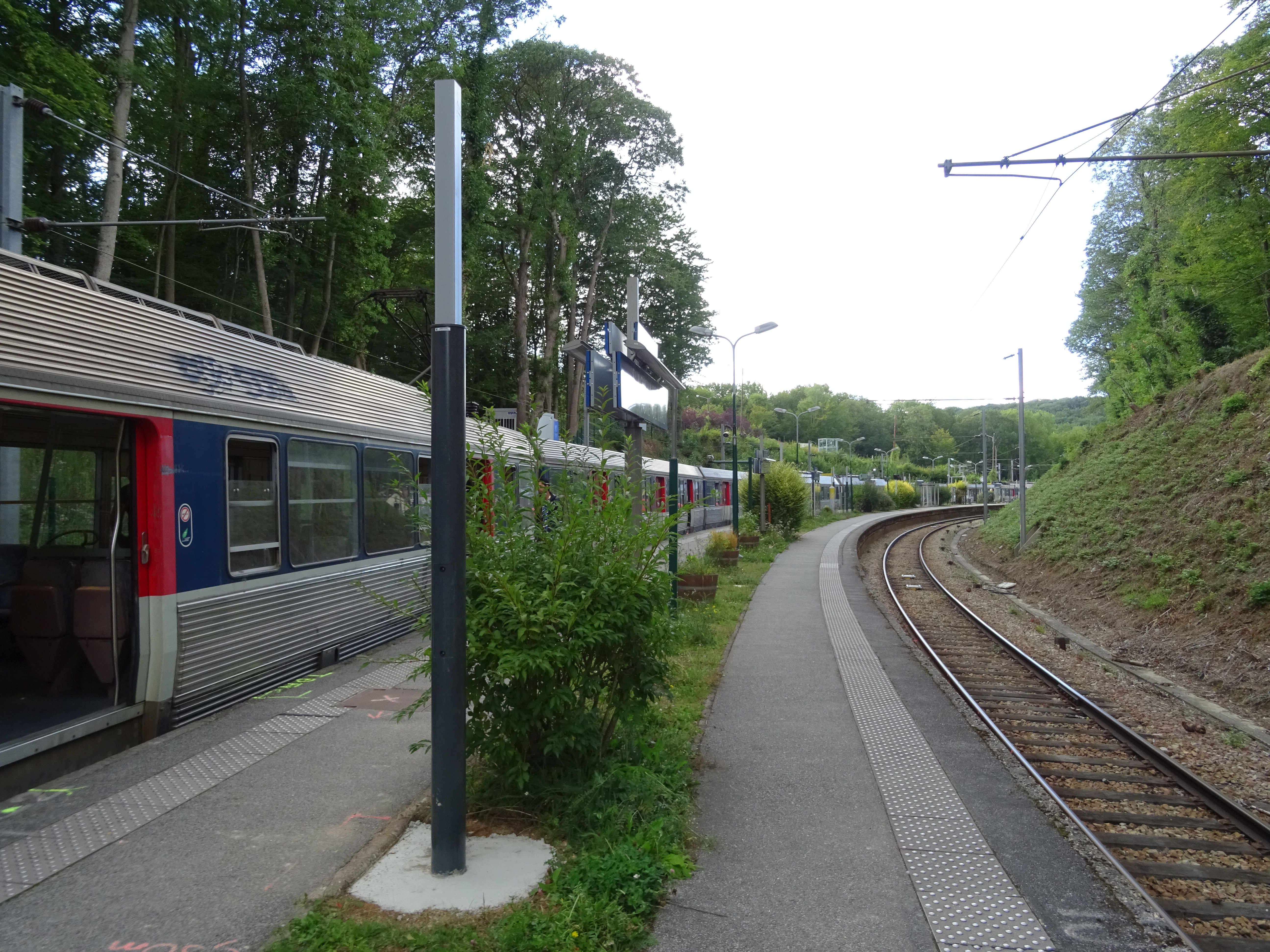
Rame Z 6400, en 2017.
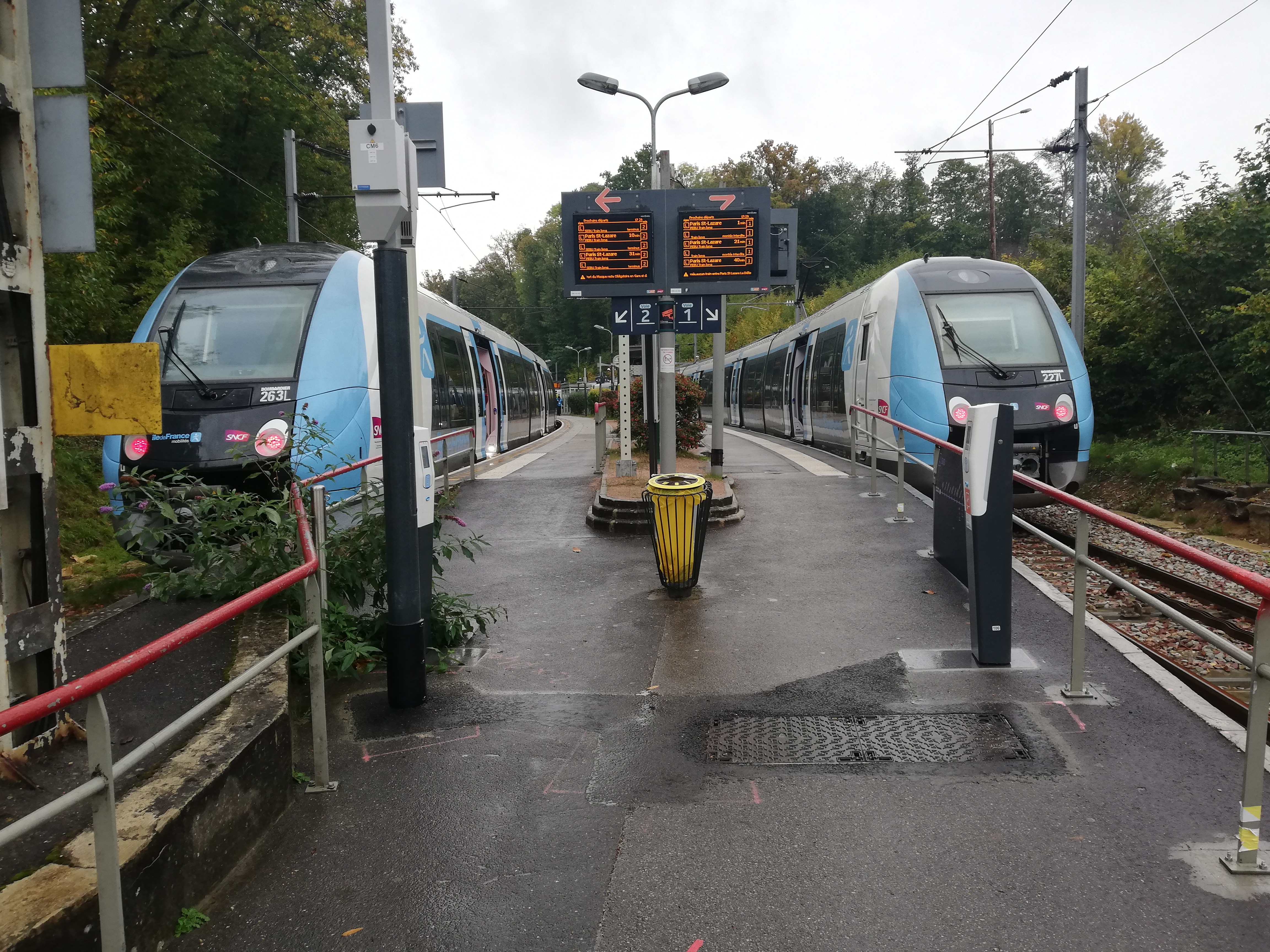
Rames Z 50000, en 2020.

Desserte particulière
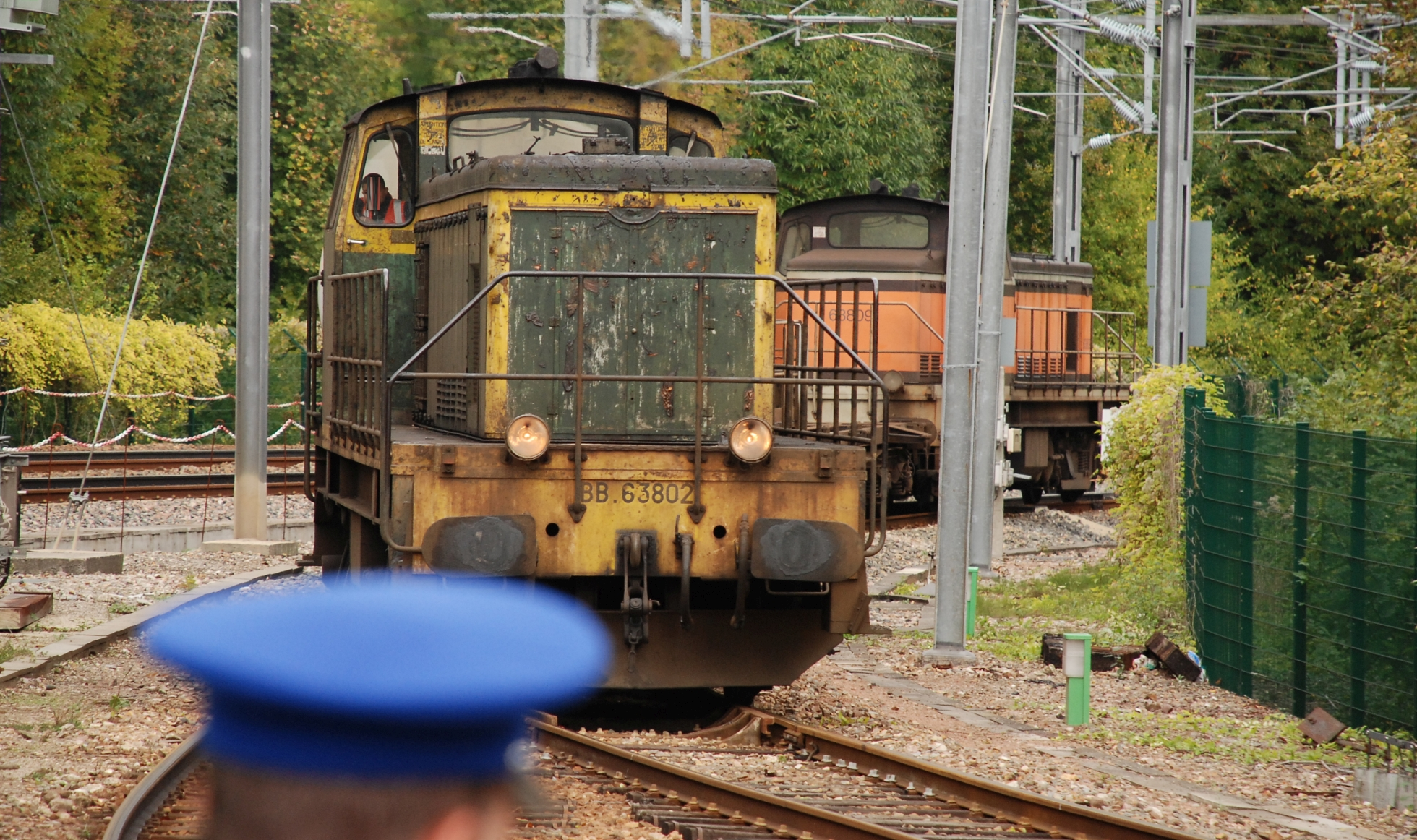
Train nettoyeur sur le raccordement du Jouet d'eau. Quand il coïncide avec l'arrivée d'un train de banlieue, les voyageurs qui en descendent débouchent alors entre les barrières fermées du passage à niveau.
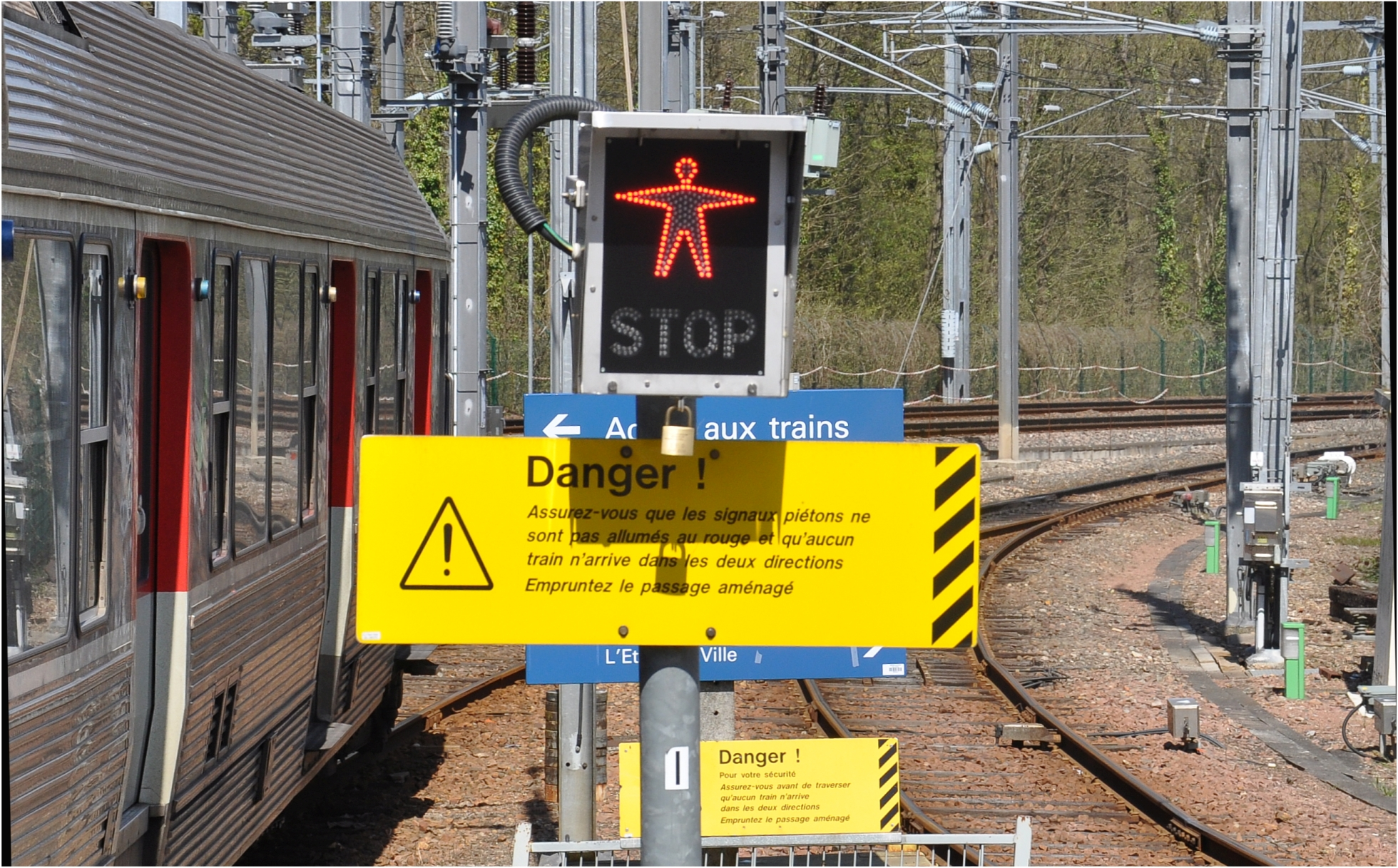
Signalisation lumineuse disposée à l'extrémité du quai lorsque la sortie des voyageurs est incompatible avec la fermeture du passage à niveau.

### Intermodalité
La gare est desservie par les lignes 5310 et 5322 du réseau de bus Centre et Sud Yvelines, par les lignes 15 et 15 sco du réseau de bus de Saint-Germain Boucles de Seine et par le service TàD Gally-Mauldre du transport à la demande d'Île-de-France.
La gare est accessible à vélo depuis la ville de Saint-Nom-la-Bretèche par une voie verte et depuis celle de l'Etang-la-Ville par une chaucidou. Elle dispose d'un abri vélo ouvert et depuis 2022 d'un abri sécurisé vélo fermé (qui n'est toutefois pas encore mis en service).
Trois parcs relais gratuits de 56, 194 et 195 places sont aménagés pour les véhicules motorisés.